# Клиасс, Роза Грена
Роза Грена Клиасс (англ. Rosa Grena Kliass; род. 1932, Сан-Роки, Бразилия) — бразильский ландшафтный архитектор. Участвовала в разработке важных городских и общественных ландшафтных проектов на всей территории своей родины.

## Биография
Роза Грена Клиасс родилась в еврейской семье — её отец Иосиф Алембик эмигрировал в Бразилию из Щерцува (Белхатувский повят) в 1923 году, а мать Соня Гройсман — из Бельц (Бессарабия) в 1931 году. Училась в Сан-Роки (до 1944) и в Сан-Пауло. Архитектурное образование получила в университете Сан-Пауло. В 1956 году Роса вышла замуж за архитектора Владимира Клиасса (1929—1985), сына пианиста Жозе Клиасса. После чего завершила своё образование в качестве магистра городского планирования в университете Сан-Пауло и обосновала свою фирму. Эта фирма разработала множество ландшафтных проектов для Бразилии, таких, как планы зеленых районов Сан-Паулу, Куритиба и Сальвадора, городского ландшафта Сан-Луиса-до-Мораньо, важные проекты улиц и площадей в центре Сан-Пауло, ландшафтную архитектуру аэропортов Бразилии и Белема на севере Бразилии. В 1976 году Клиасс основала бразильскую Ассоциацию ландшафтных архитекторов (ABAP). Была президентом этой организации в различные периоды 1980, 1983, 1989, 1991 и 2000 годах. Она преподавала ландшафтную архитектуру и градостроительство на факультете Архитектуры и школы урбанизма университета Макензи в Сан-Паулу (1974—1977) и в школе архитектуры и урбанизма католического университета Парана.